# JR貨物タキ1000形貨車
JR貨物タキ1000形貨車（JRかもつタキ1000がたかしゃ）は、1993年（平成5年）から製作されているガソリン専用の貨車（タンク車）である。日本石油輸送または日本オイルターミナルが所有する私有貨車で、日本貨物鉄道（JR貨物）に車籍編入されている。

## 概要
1984年2月ダイヤ改正で貨物列車の輸送体系が拠点間直行方式に改められて以降、貨物列車の運用は行先別・荷種別に集約する「専用列車」への転換が進行した。コンテナ列車は従来よりコキ50000系やコキ100系などを用いた最高速度95 km/h以上の高速貨物列車が主体となったが、タンク車など一般の車扱貨物に用いられる貨車は依然として最高速度は75 km/hにとどまり、到達時分の短縮やダイヤを組成する際の懸案事項となっていた。
これを受け、専用列車のうち特に占める割合の大きい石油類専用貨物列車の高速化を図る目的で製作されたのが、本形式である。タンク車初の高速貨車として開発された本形式は、輸送効率と高速走行とを両立させた形式として製作されている。

## 構造

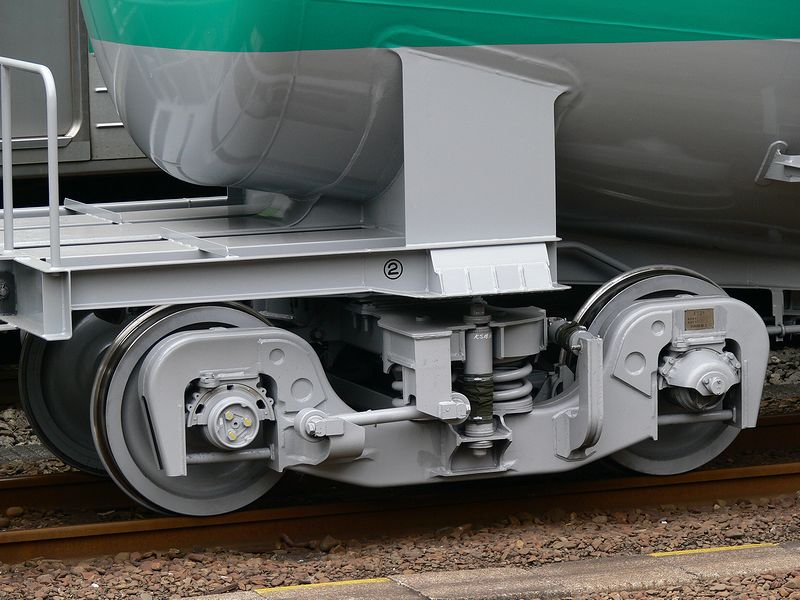
FT21形台車（2006年10月 八王子駅）

車体の基本構造はタキ43000形のフレームレス構造を踏襲したが、本形式では車高を下げてタンク体の形状を変更し、昇降ハシゴ・タンク上部の踏み板は軽量化のためアルミニウム合金を使用した。タンク体が大型化したため、車両限界に抵触しないよう手すり高さを低くしている。以上の仕様変更によって荷重はタキ43000形の43 tから45 tに増大した。
台車はコキ100系のFT1形を基本とし、車高を下げるため直径810 mmの小径車輪を用いたFT21形を採用した。403番以降には、台車側面に補強板の無い改良されたFT21Aが採用されている。最高速度は従来車両の75 km/hから95 km/hに向上している。軸重は15 tのままで、運用線区は限定される。

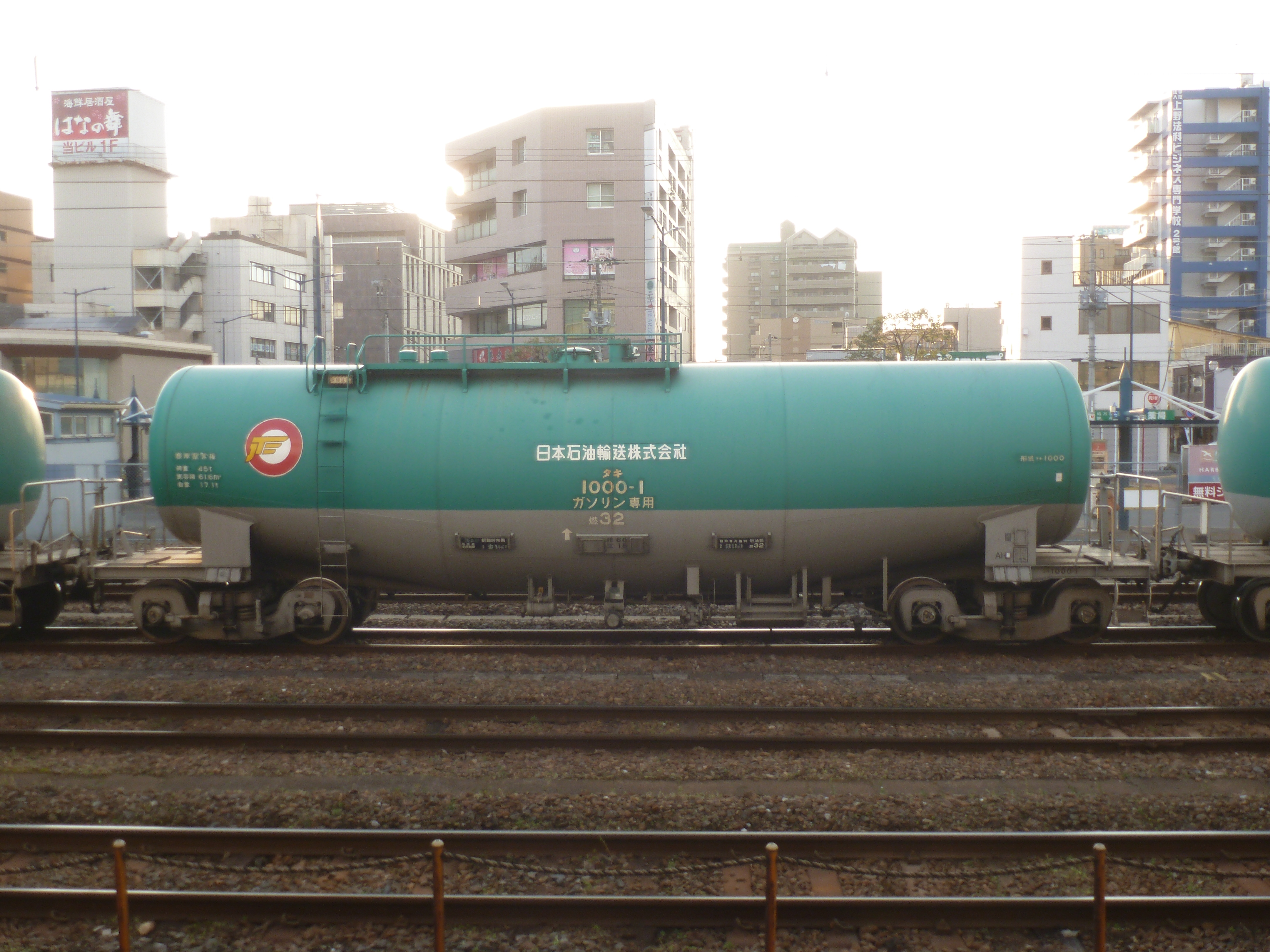
タキ1000-1　試作車
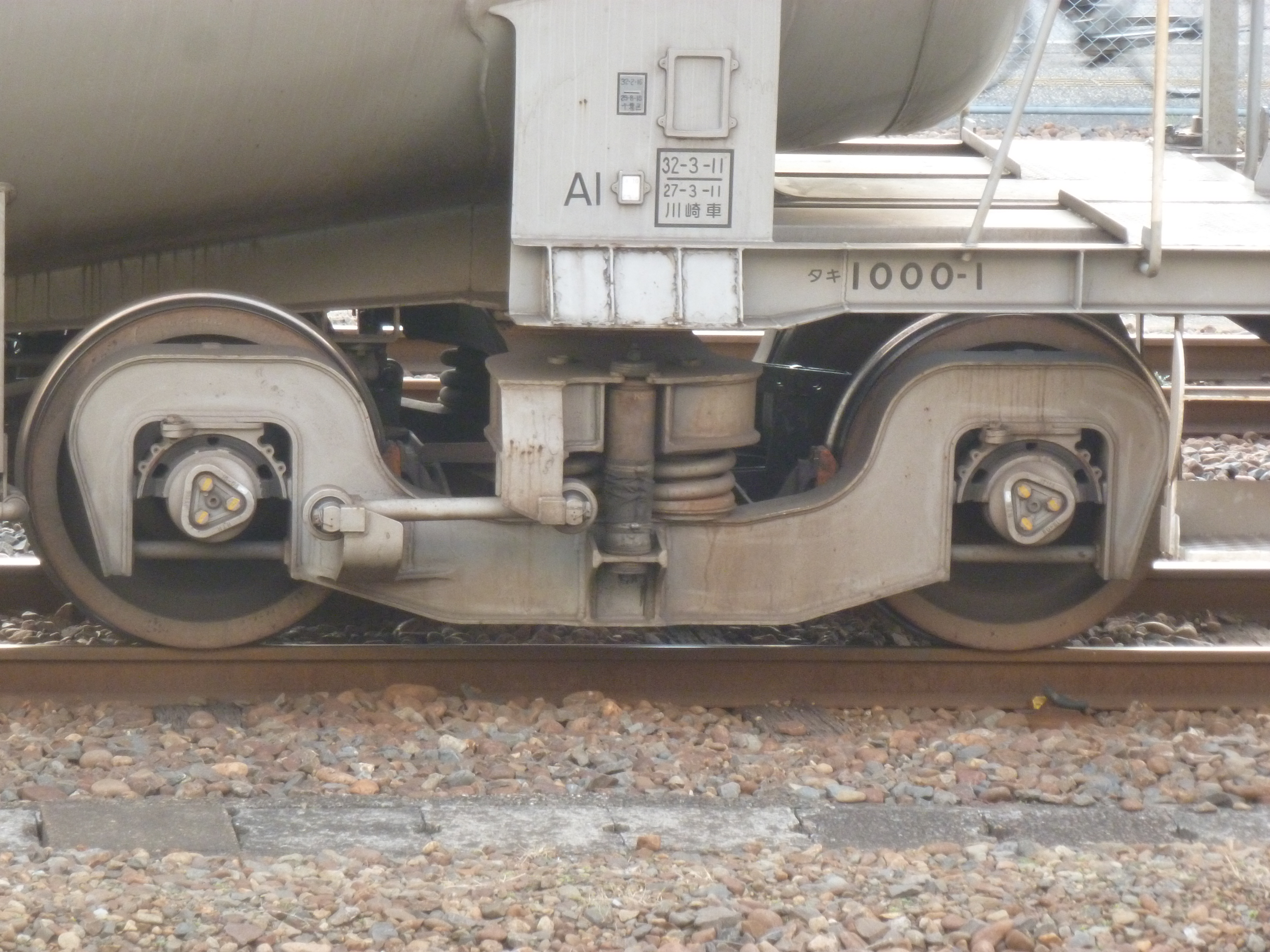
タキ1000　試作車は軸受けが三角になっているのが特徴である
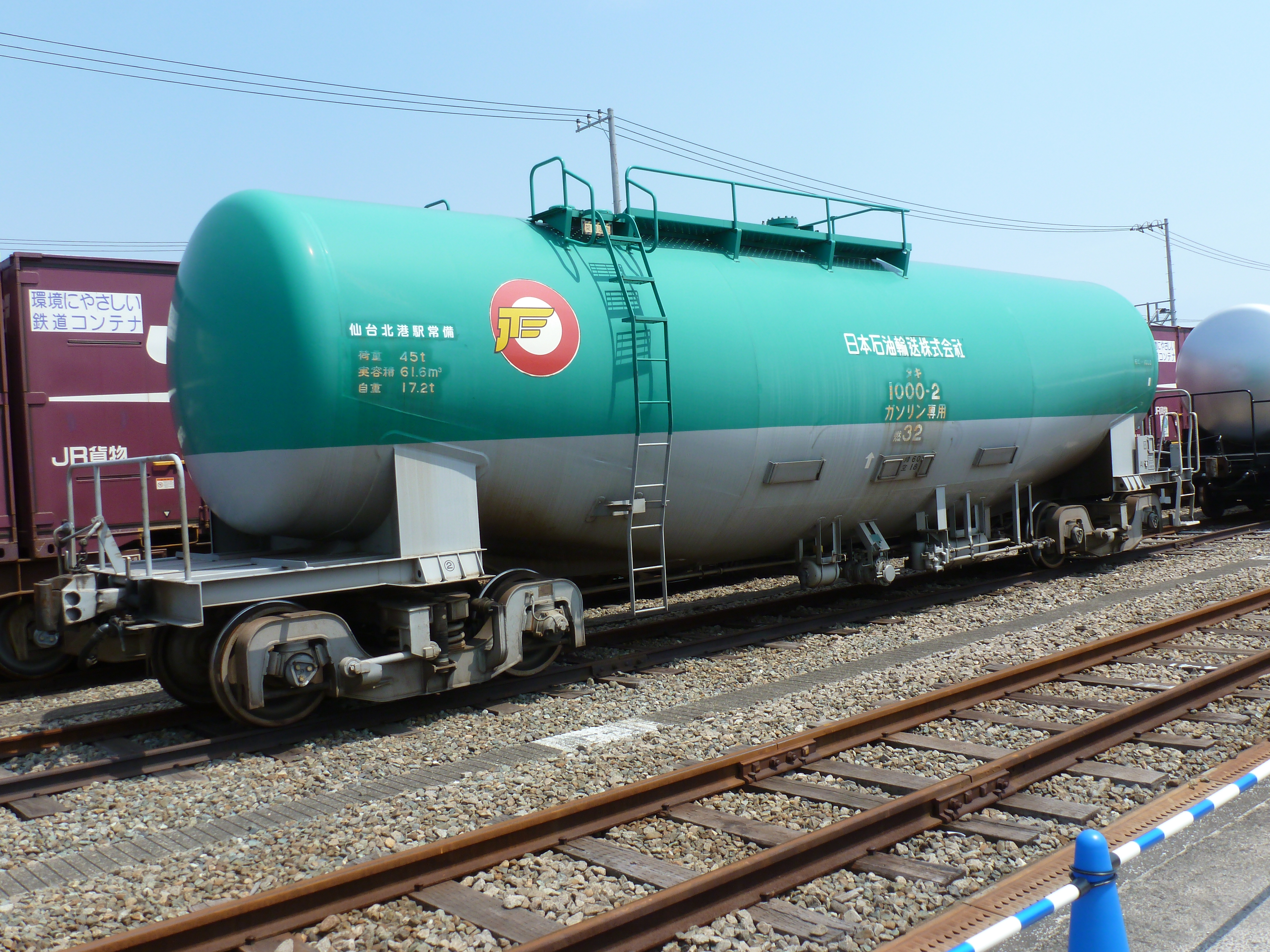
タキ1000-2　試作車
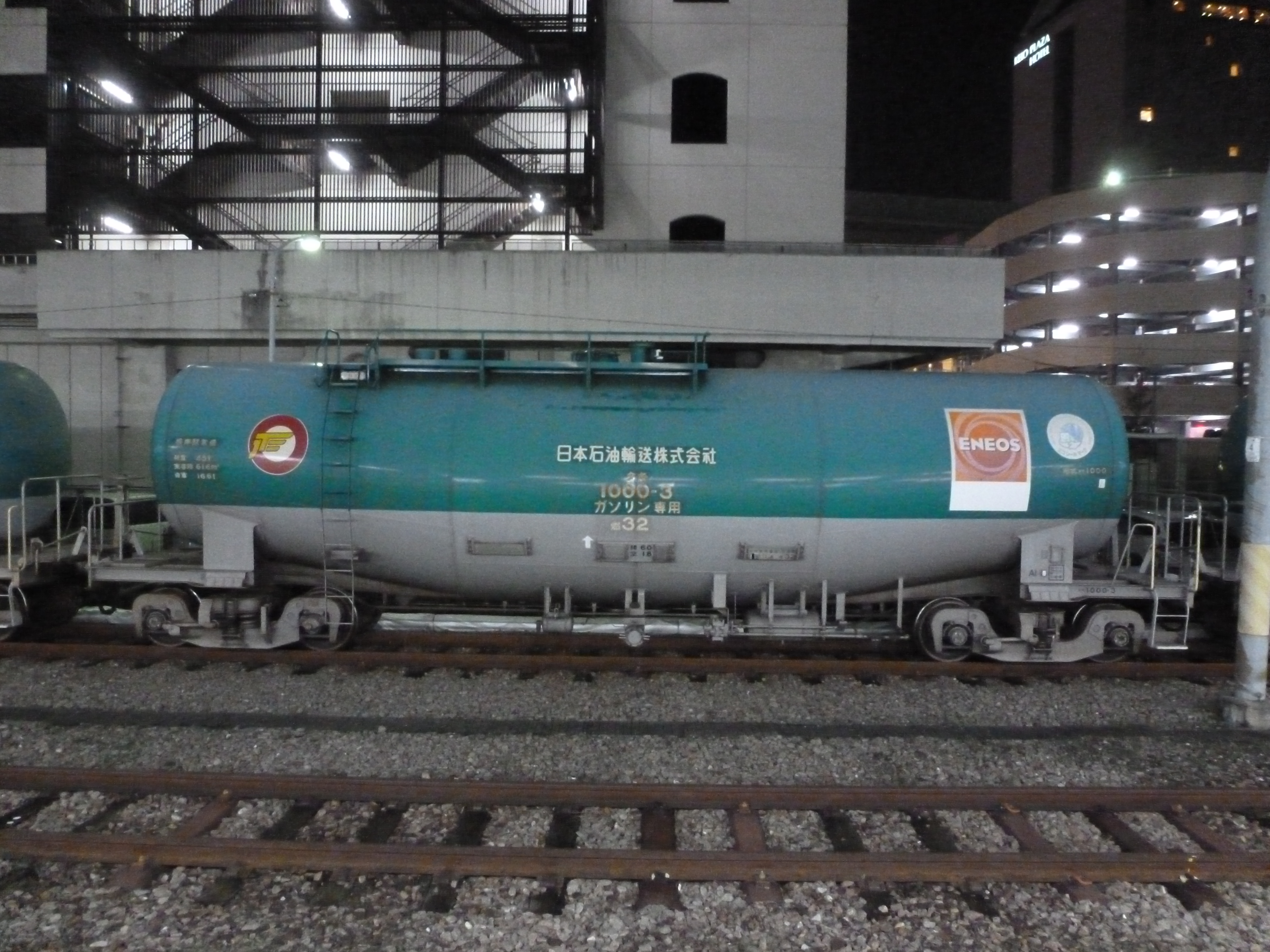
タキ1000-3　量産車トップ

## 車体塗装
外部塗色は所有者によって異なり、車体帯や標記類の有無で以下のパターンが存在する。
日本石油輸送所有の車両は、タキ43000形243000番台の後期車と同一のグリーンとグレーの2色塗り分けとされた。ENEOSの油槽所と製油所の間で使用される一部車両については、タンク体右側に同社の「ENEOS」ブランドマークとエコレールマークの標記が施されており、アメリカ空軍横田基地のジェット燃料輸送に使用されている車両は、積載物を表す米軍表記（JP-8等）が施されている。
日本オイルターミナル所有の車両は、同社伝統の青15号（インクブルー）で塗装されている。初期の車両 (93 - 102・303 - 347・373 - 417・443 - 462) はスカイブルーと銀色の帯を入れていたが、2004年（平成16年） - 2005年（平成17年）製の643 - 676はタキ43000形・タキ44000形と同様の青単色塗装で導入されるようになり、2006年（平成18年）度以降製作の693 - 752は同社の40周年記念としてカラフルな「矢羽」をあしらったステッカーを車体に貼付していたが、いずれも後年の検査時に順次青単色塗装に変更されて消滅している。
2021年（令和3年）に製造された根岸駅常備の1000号車については、タキ1000-1000号記念車両として、日本石油輸送色と日本オイルターミナル色とコンテナブルーが混合した特別塗装となっており、車両展示にも利用されている。

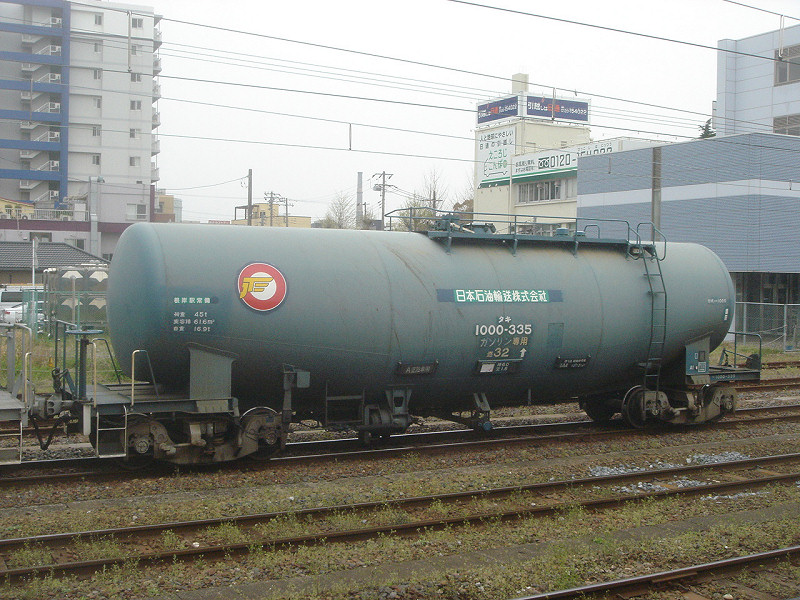
タキ1000-335 日本石油輸送所有車 日本オイルターミナルからの移籍車 （2012年4月 蘇我駅）
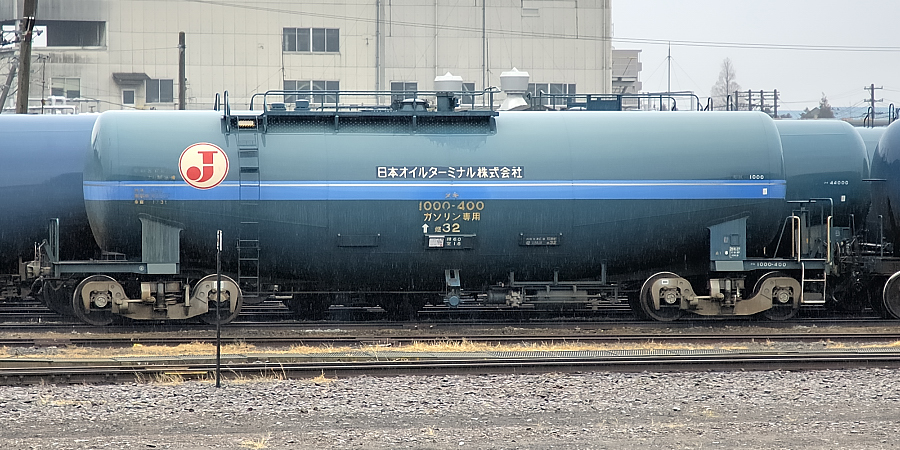
タキ1000-400 日本オイルターミナル所有車 帯のある前期の車両 （2007年3月 郡山駅）
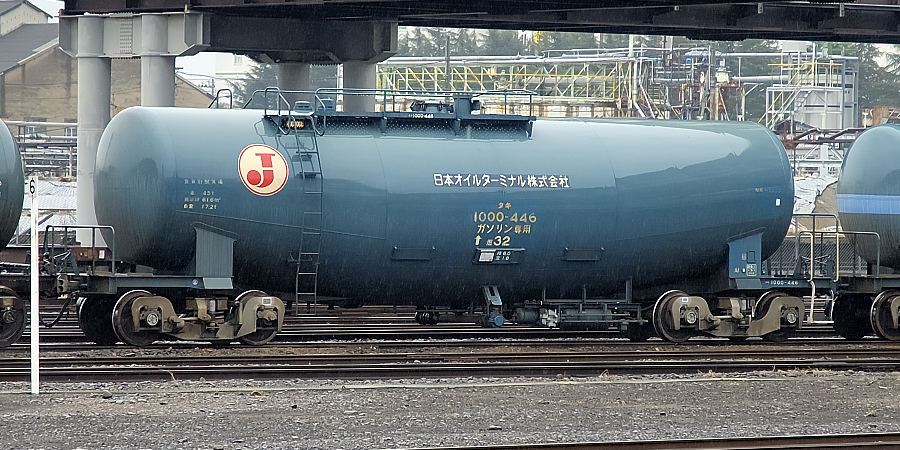
タキ1000-446 日本オイルターミナル所有車 検査時の再塗装で帯が消された車両 （2007年3月 郡山駅）
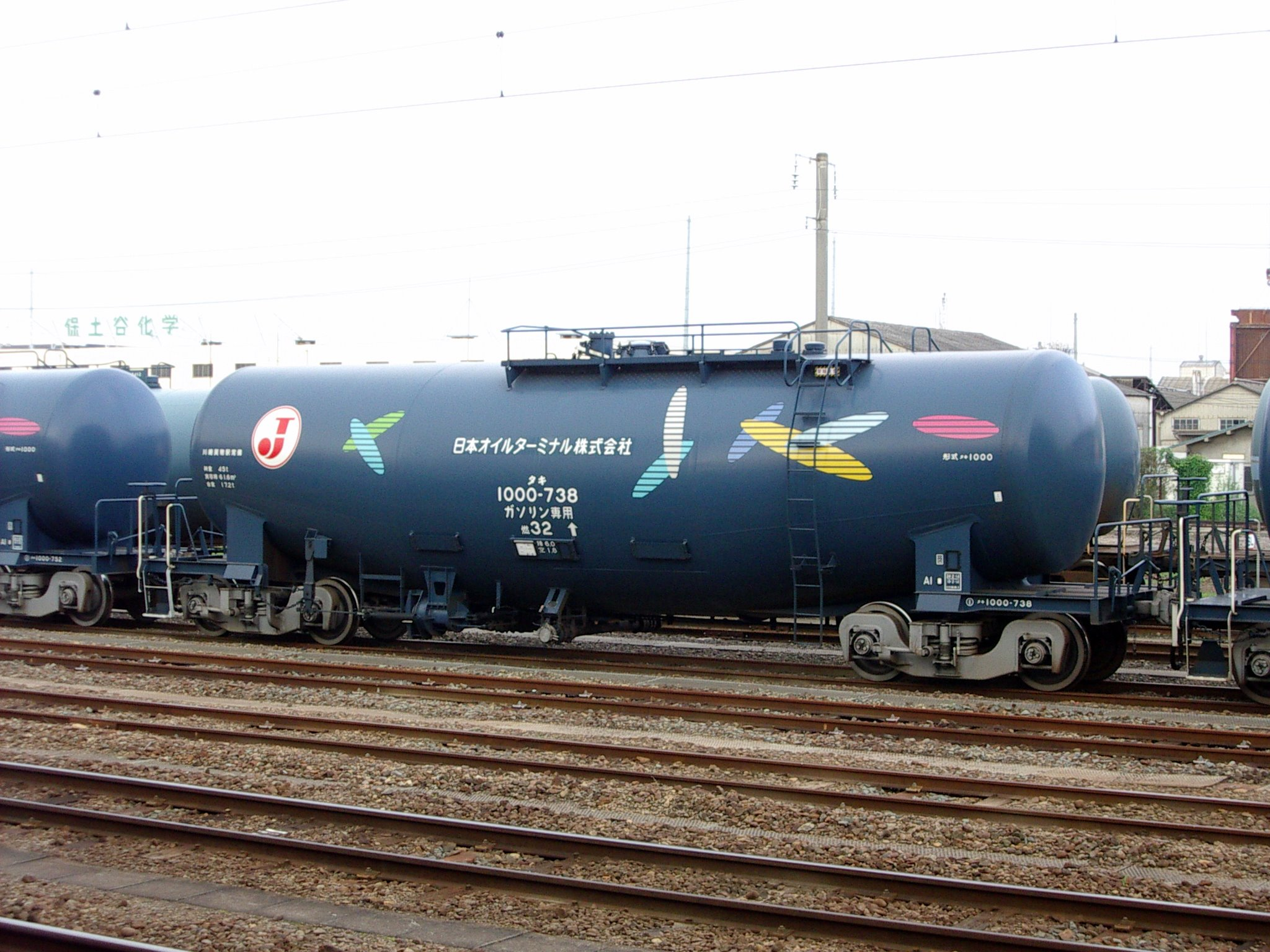
タキ1000-738 日本オイルターミナル所有車 矢羽のパターンのある車両 （2007年7月 郡山駅）

## 移籍
2000年（平成12年）に日本オイルターミナル所有の338 - 347の10両が日本石油輸送に移籍し、全般検査まで旧社紋部分の上に新社紋を貼付する暫定措置を施された。2007年以降も同様の移籍車両が発生し、それらも検査時の再塗装まで暫定的に社紋の張り替えが行われている。

## 現況

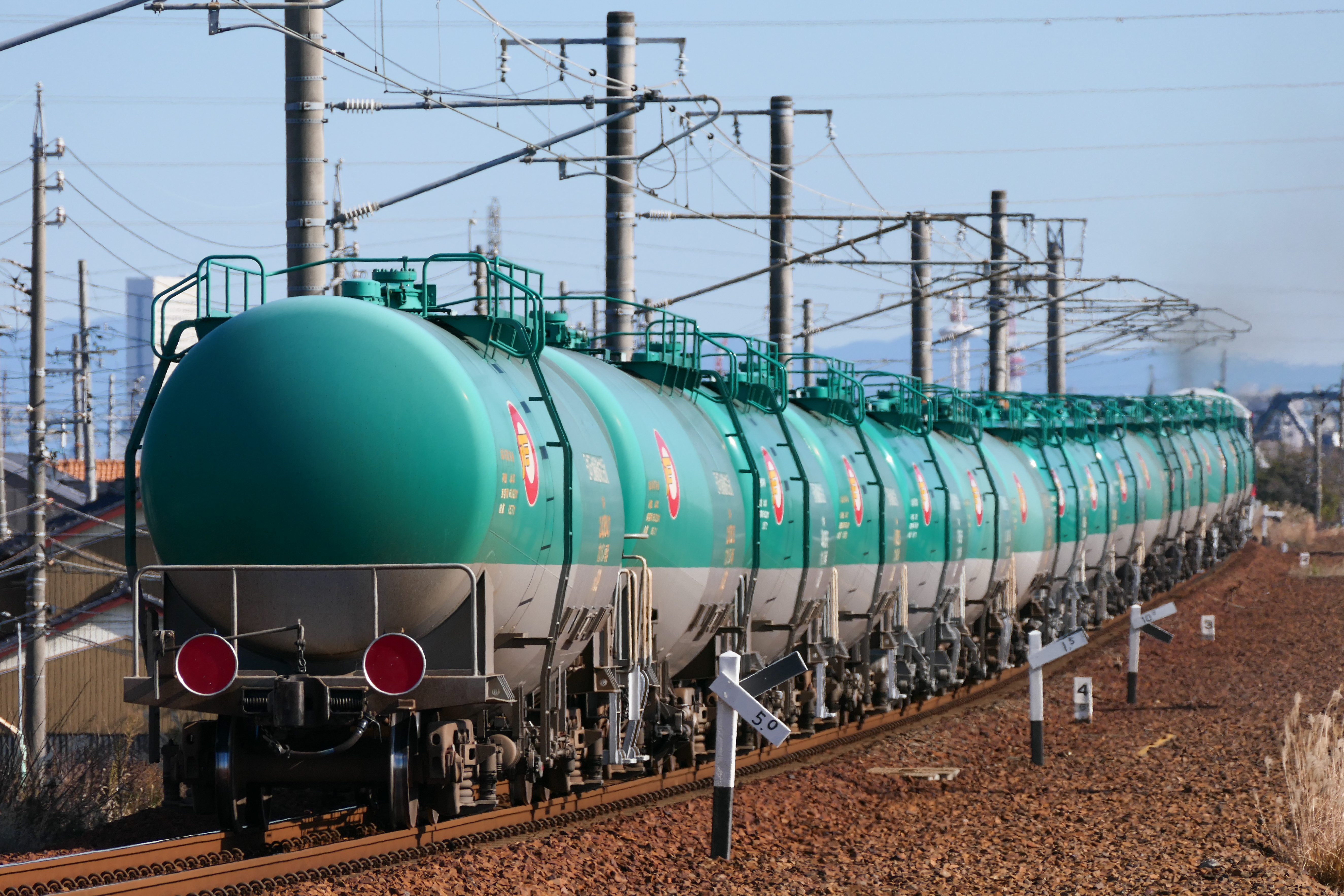
タキ1000形のみで組成された石油専用列車（2019年12月 ）

2021年（令和3年）までに1008両が製造され、日本オイルターミナルと日本石油輸送の両社が従来用いてきたタキ9900形・タキ35000形などの35 t積タンク車、安全性は高いが積載効率に劣るタキ38000形（36 t積）やタキ40000形（40 t積）、老朽化したタキ43000形の43 t積車両を順次置き換えている。なお、タキ43000形の廃車は進行しているものの、燃料油輸送の斜陽化で余剰車が発生しているため、2017年（平成29年）以降の新造は行なわれていなかったが、2019年（令和元年）と2021年（令和3年）にそれぞれ20両が新造されている。
名古屋地区から東北地区で石油専用列車に使用され、線区によっては本形式のみの編成やコキ100系・コキ200形との混結で組成された最高速度95 km/hの高速貨物列車（列車種別：高速貨B）にて運転されている。日本オイルターミナルでは本形式のみで組成された高速貨物列車の愛称を「スーパーオイルエクスプレス」と命名している。